# Roșiori (Bacău)
Roşiori é uma comuna romena localizada no distrito de Bacău, na região de Moldávia. A comuna possui uma área de 45.75 km² e sua população era de 2284 habitantes segundo o censo de 2007.